# Tatra K3R-NT
Tatra K3R-NT – model trójczłonowego, częściowo niskopodłogowego tramwaju, który powstał w wyniku modernizacji czechosłowackich tramwajów Tatra T3 dla przewoźnika Plzeňské městské dopravní podniky. W latach 2005–2006 zostały zmodernizowane cztery wozy K3R-NT, ich pierwowzorem są brneńskie tramwaje Tatra K3R-N.
Podobnymi tramwajami tego typu konstrukcji są Protram 205WrAs, oraz rodzina wagonów tramwajowych Moderus Beta.

## Historia
Z powodu niedostatku taboru wysokopojemnego firma Plzeňské městské dopravní podniky uznała za opłacalną modernizację standardowych wozów typu T3. Sposób modernizacji wywodzi się od brneńskich tramwajów typu K3R-N, które powstały w wyniku modernizacji przegubowych wozów Tatra K2, w których między skrajne człony wstawiono środkowy człon niskopodłogowy. Pilzneńskie K3R-NT miały być zmontowane z pudeł dwóch tramwajów T3 (skrajne człony) i nowego członu środkowego. Podobny sposób modernizacji (z dwóch wozów T3) wykorzystano przy konstruowaniu tramwajów Tatra KT3, które były w latach 2004–2005 modernizowane dla Ukrainy. Przetarg na budowę pilzneńskich wozów K3R-NT wygrała firma Pars nova.

## Modernizacja
Trójczłonowy tramwaj K3R-NT składa się z dwóch pudeł tramwajów Tatra T3. Nie wykorzystano ich jednak całych – pierwsze pudło ucięto za pierwszym oknem za drzwiami środkowymi (tył zezłomowano), tylną część ucięto za pierwszym oknem za przednimi drzwiami (przednią część zezłomowano). Między tymi dwoma pudłami został zamontowany nowy środkowy człon niskopodłogowy. Wykorzystane pudła zostały kompletnie odnowione i połączone z członem środkowym przegubami. Pod przegubami znajdują się wózki, dwa pozostałe zamontowano pod przednim i tylnym członem. Wszystkie osie są napędowe, zasilane silnikami. Zamontowano elektryczne wyposażenie typu TV Progress od firmy Cegelec, zainstalowano nowy pantograf połówkowy który jest podnoszony i opuszczany elektrycznie. Czoła tramwaju K3R-NT są klasyczne, projektu Františka Kardausa (w przeciwieństwie do Brna, gdzie zamontowano nowe czoła projektu Patrika Kotasa) pozostawiono je ze względu na lepszą dostępność części zamiennych i chęć unifikacji wyglądu tramwajów rodziny Tatra.
Drzwi do środkowej części są wyposażone w wysuwaną platformę umożliwiającą wjazd do tramwaju osób niepełnosprawnych i wózków dziecięcych. Wnętrze także zostało odnowione. Zamontowane nowe tapicerowane fotele, elektroniczny system informacji pasażerskiej, nowe lampy oświetleniowe, wymieniono drzwi harmonijkowe na nowe. Klimatyzowana kabina motorniczego została nieznacznie powiększona i wyposażona w nowy pulpit sterowniczy.

## Dostawy
| Państwo        | Miasto         | Typ            | Lata modernizacji | Liczba | Numery taborowe |       |
| -------------- | -------------- | -------------- | ----------------- | ------ | --------------- | ----- |
| Czechy         | Pilzno         | K3R-NT         | 2005–2006         | 4      | 311–314         | [ 1 ] |
| Łączna liczba: | Łączna liczba: | Łączna liczba: | Łączna liczba:    | 4      |                 |       |

## Eksploatacja
Pierwsze dwa składy tramwajowe typu T3 z Pilzna do Šumperka (do firmy Pars nova) dostarczono w 2005 r. Żaden z czterech tramwajów nie pochodził z Pilzna, dwa wozy pochodziły z Pragi a dwa z Mostu, w Pilźnie jeździły od lat 90. XX wieku. Kolejne dwa składy T3 do Parsu wysłano na początku roku 2006. Pierwsze dwa zmodernizowane tramwaje K3R-NT (o numerach 311 i 312) pojawiły się w Pilźnie w kwietniu 2006 r., przy czym 6 czerwca 2006 r. były oba wozy oficjalnie zaprezentowane publicznie. Do służby liniowej włączono je 21 czerwca 2006 r. Pozostałe dwa tramwaje K3R-NT (numery 313 i 314) przybyły do Pilzna w grudniu 2006 r., w służbie liniowej znajdują się od końca stycznia 2007 r.
Wozy nr 311 i 312 zostały po przyjeździe do Pilzna pokazane publicznie i nazwane. Imiona wybrały dzieci z domu dziecka, przy czym ich rysunki powieszono w miejscach na reklamy nad oknami w środku wozów. Ostatnie dwa wozy o nr 313 i 314 nie otrzymały imion.
Imiona dwóch pierwszych tramwajów:
- 311 Pampeliška
- 312 Špagetka